# 電気伝導率
電気伝導率（でんきでんどうりつ、英: electrical conductivity）とは、物質中における電気伝導のしやすさを表す物性量である。導電率（どうでんりつ）や電気伝導度（でんきでんどうど）とも呼ばれる。理学系では「電気伝導率」、工学系では「導電率」と呼ばれる傾向がある。また、『学術用語集』では「電気伝導率」が多く、次いで「電気伝導度」である。
農学分野において肥料濃度の目安として用いられるが、この場合は英語の頭文字をとり、「EC濃度」もしくは単に「EC」と呼ぶことが多い。通常、ギリシア文字のσ（シグマ）で表されるが、電気工学などではκ（カッパ）、あるいはγ（ガンマ）が使用されることもある。
なお、英語のelectrical conductance は電気伝導度と訳されることがあるが、標準的な用語はコンダクタンスである。
電気伝導率は物質ごとに値が異なる物性量である。金属の電気伝導率は非常に大きいが水晶などの絶縁体では電気伝導率は非常に小さい。例えば、金属である銀の電気伝導率は 6.30×107 S/m であるが、ガラスでは 10−15 S/m から 10−11 S/m である。

## 単位
国際単位系（SI）
ジーメンス毎メートル（S/m）
肥料濃度を表す場合は単位が大きすぎるのでミリジーメンス毎センチメートル（mS/cm）が用いられる。
SIによるその他の単位
毎オーム毎メートル（Ω−1 m−1）
アンペア毎ボルト毎メートル（A V−1 m−1）
IACS（international annealed copper standard）
電気抵抗（又は電気伝導度）の基準として、国際的に採択された焼鈍標準軟銅（体積抵抗率: 1.7241×10−2 μΩ.mの導電率を、100%IACSとして規定。

## 定義

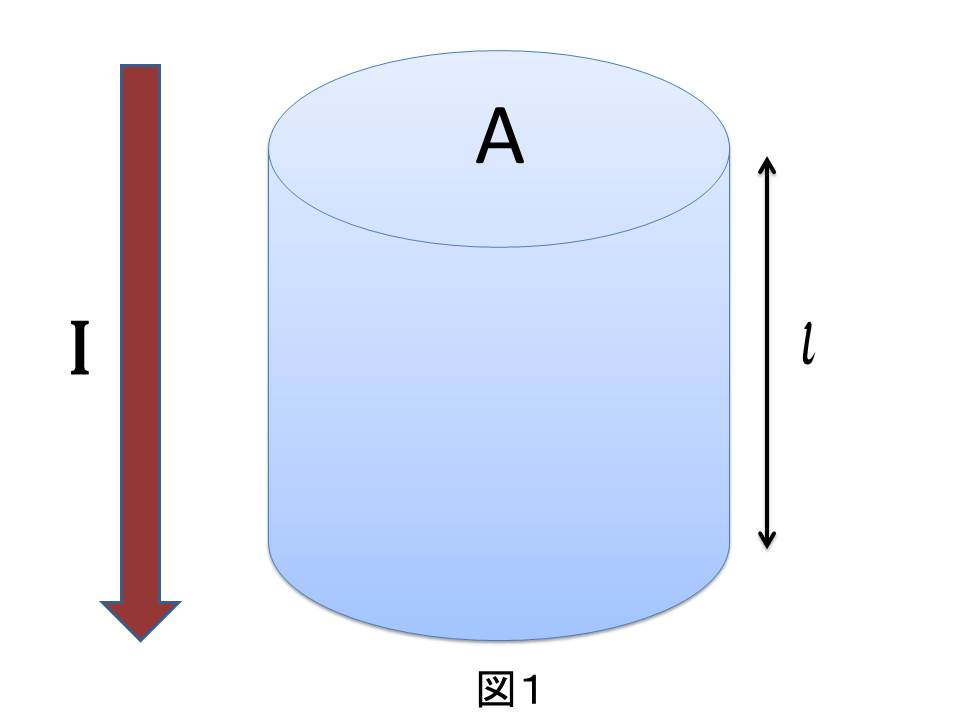

図1のような長さ l、断面積 A の一様な導体の底面間における抵抗 R は、
{\displaystyle R=\rho {\frac {l}{A}}}
である。このときの比例係数 ρ を抵抗率あるいは、比抵抗といい（含まれている不純物や温度によって変化する）、その逆数を電気伝導率という。式で表すと電気伝導率 σ は、
{\displaystyle \sigma ={\frac {1}{\rho }}}
である。

## 場の関係としてのオームの法則

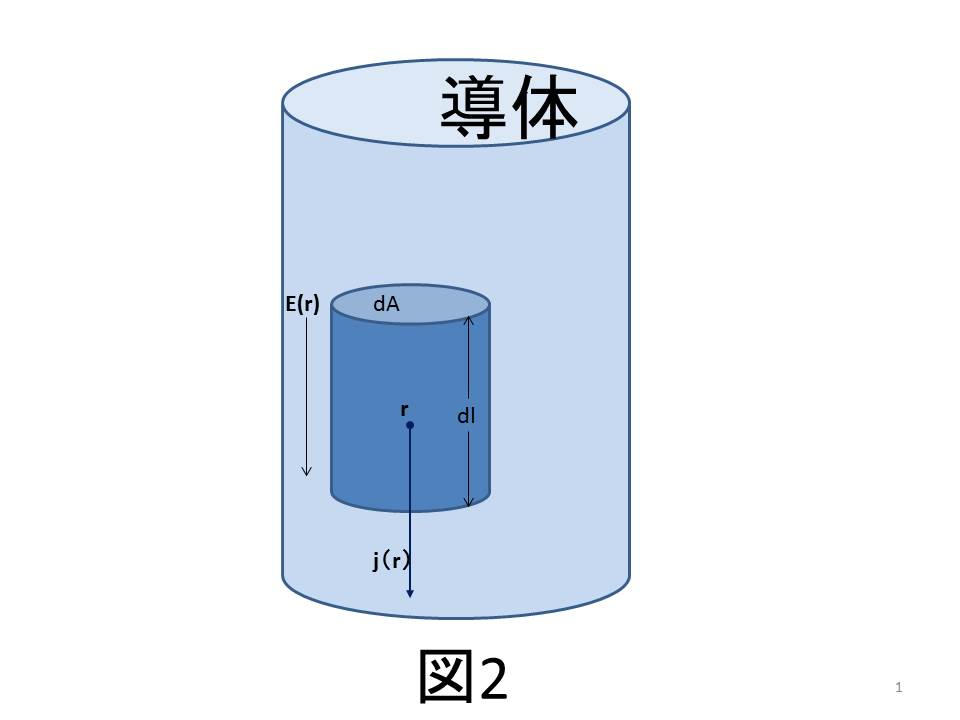

電気伝導率を用いることでオームの法則を場（位置ベクトル r の関数）の関係式として表現することができる。図2のように r の周りに、側面が E(r) に平行な無限小円柱を考える。このときの抵抗内の点 r の電気伝導 σ(r)、電場の強さを E(r)、電流密度を j(r) とすると場の関係式としてのオームの法則は、
{\displaystyle {\boldsymbol {j}}({\boldsymbol {r}})=\sigma ({\boldsymbol {r}}){\boldsymbol {E}}({\boldsymbol {r}})} …(1)
と表すことができる。式(1)は図2の無限小円柱の底面間の電位差と断面を流れる電流によって導出することができる。無限小円柱の断面積をdA、高さを dl とすると、底面間の電位差 dV は
{\displaystyle \mathrm {d} V=E({\boldsymbol {r}})\mathrm {d} l} …(2)
断面 dA を流れる電流 dI は
{\displaystyle \mathrm {d} I=j({\boldsymbol {r}})\mathrm {d} A} …(3)
である。この円柱の抵抗は（抵抗率は定義より ρ = 1/σ であるから）
{\displaystyle R={\frac {1}{\sigma ({\boldsymbol {r}})}}\times {\frac {\mathrm {d} l}{\mathrm {d} A}}} …(4)
である。ここでオームの法則
{\displaystyle \mathrm {d} I={\frac {\mathrm {d} V}{R}}} …(5)
の両辺に式(2)〜(4)を代入すると、
{\displaystyle j({\boldsymbol {r}})\mathrm {d} A={\frac {E({\boldsymbol {r}})\mathrm {d} l}{\frac {\mathrm {d} l}{\sigma ({\boldsymbol {r}})\mathrm {d} A}}}} …(6)
よって
{\displaystyle j({\boldsymbol {r}})=\sigma ({\boldsymbol {r}})E({\boldsymbol {r}})} …(7)
と導出できる。向きを含めて表すと式(1)になる。

## 諸法則

### ウィーデマン・フランツの法則
金属の熱伝導率は、電気伝導率にほぼ比例する。さらにその比例係数は熱力学温度に比例する。
ウィーデマン・フランツの法則と呼ばれており、熱力学温度を T、熱伝導率を κ とすれば
{\displaystyle {\frac {\kappa }{\sigma }}=LT}
と表わされる。ここで L はローレンツ数と呼ばれる定数である。

### ドルーデ模型
導体中の電子などのキャリアを気体とみなして気体分子運動論を適用したドルーデ模型においては、キャリアの電荷 q と質量 m、数密度 n、および緩和時間 τ により導電率が
{\displaystyle \sigma ={\frac {nq^{2}\tau }{m}}}
で表される。

## 電気伝導率の周期性
20 °Cの値（上欄）は日軽金のホームページの抵抗率のデータの逆数をもちいた。
0 °Cのデータ（下欄）はコットレルの「金属学」のデータである。
| H            |              |        |            |        |            |        |             |            |            |              |              |            |            |            |        |    | He |
| Li 10.7 11.8 | Be 30.3 18   |        |            |        |            |        |             |            |            |              |              | B          | C          | N          | O      | F  | Ne |
| Na 21.2 23   | Mg 23.8 25   |        |            |        |            |        |             |            |            |              |              | Al 37.4 40 | Si 9.6     | P          | S      | Cl | Ar |
| K 14.7 15.9  | Ca 27.0 23.5 | Sc 1.5 | Ti 1.8 1.2 | V 0.5  | Cr 7.5 6.5 | Mn 0.6 | Fe 9.9 11.2 | Co 15.7 16 | Ni 14.5 16 | Cu 59.0 64.5 | Zn 16.8 18.1 | Ga         | Ge         | As         | Se 8.3 | Br | Kr |
| Rb 8.2       | Sr 4.4       | Y 1.8  | Zr 2.2     | Nb 6.2 | Mo 17.5    | Tc     | Ru 13.0     | Rh 21.2    | Pd 9.2     | Ag 61.4 66.7 | Cd 13.7 15   | In 11.3    | Sn 7.9 10  | Sb 2.4     | Te     | I  | Xe |
| Cs 5.0       | Ba 2.0 1.7   | *      | Hf 3.1     | Ta 7.4 | W 18.5     | Re 5.3 | Os 11.4     | Ir 19.6    | Pt 9.4     | Au 45.5 49   | Hg 1.0       | Tl 6.0     | Pb 4.8 5.2 | Bi 0.9 1.0 | Po     | At | Rn |

単位は 106 S/m である。
0 °Cでの値 ＞ 20 °Cでの値 になっていないのは出典が違うことによる。